# Landkreis Zempelburg

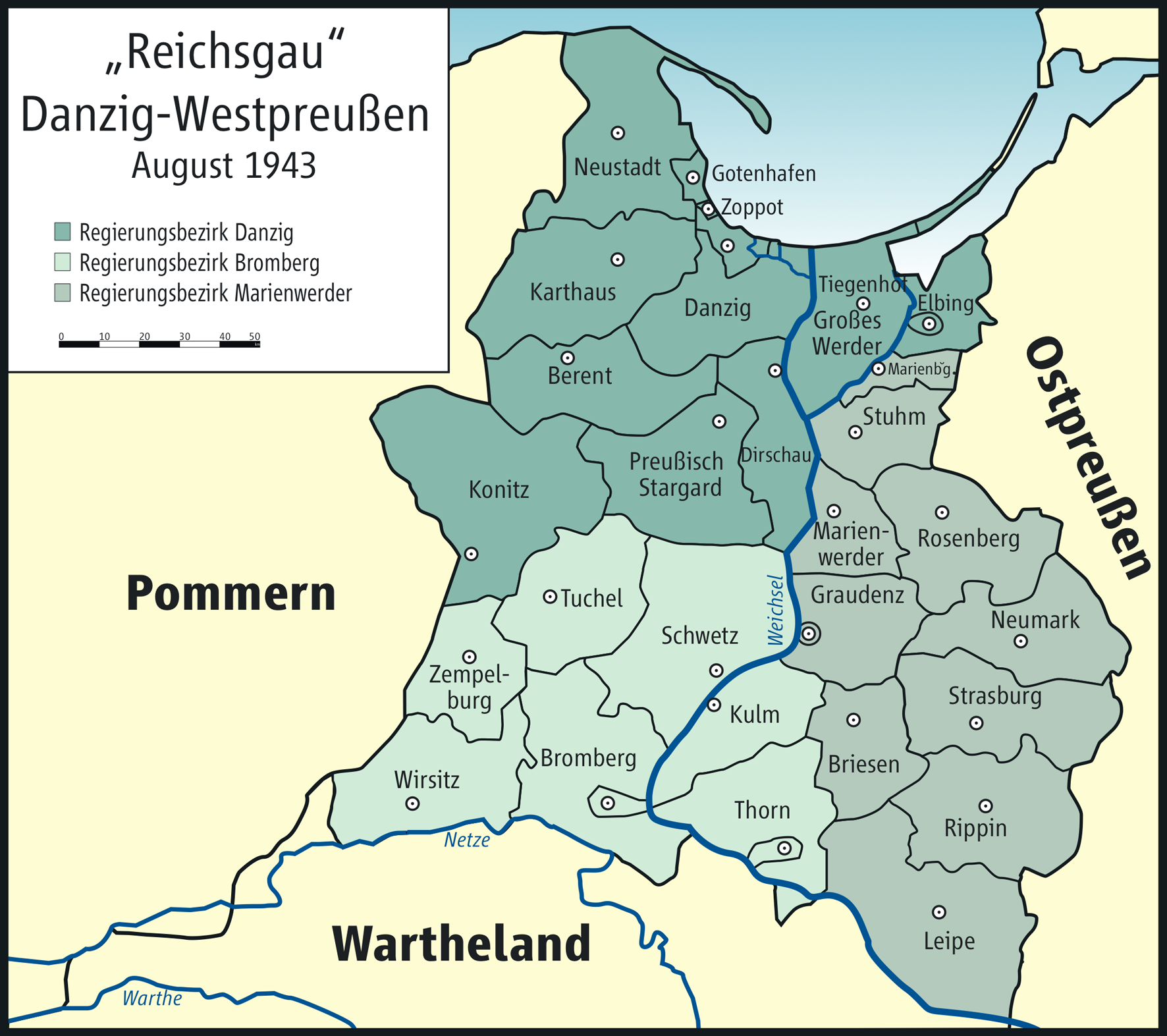
Reichsgau Danzig-Westpreußen

Der Landkreis Zempelburg bestand zwischen 1939 und 1945 im deutsch besetzten Polnischen Korridor. Der Kreis umfasste am 1. Januar 1945 drei Städte und 52 weitere Gemeinden.

## Geschichte
Der Landkreis Sępólno gehörte zwischen 1920 und 1939 zu Polen. Er war hervorgegangen aus dem am 10. Januar 1920 aufgrund der Bestimmungen des  Versailler Vertrags an Polen abgetretenen Ostteil des Kreises Flatow. Zum 26. Oktober 1939 wurde der polnische Landkreis Sępolno völkerrechtswidrig unter dem früheren deutschen Namen seiner Kreisstadt Zempelburg Teil des neugebildeten Reichsgaus Westpreußen – später Danzig-Westpreußen – im neuen Regierungsbezirk Bromberg. Im Januar 1945 wurde das Kreisgebiet von der Roten Armee besetzt.

## Politik

### Landkommissar
- 1939–9999: Friedrich „Fritz“ Ackmann (1903–1972) [1]

### Landräte
- 1939–1940: Friedrich „Fritz“ Ackmann (1903–1972) (kommissarisch)
- 1941–1942: Balnus (kommissarisch)
- 1942–9999: Albrecht Marbach (kommissarisch)

## Kommunalverfassung
Nach dem Überfall auf Polen wurden die Städte Kamin (Westpr.), Vandsburg und Zempelburg der im Altreich gültigen Deutschen Gemeindeordnung vom 30. Januar 1935 unterstellt, welche die Durchsetzung des Führerprinzips auf Gemeindeebene vorsah. Die übrigen Gemeinden waren in Amtsbezirken zusammengefasst.

## Ortsnamen
Durch unveröffentlichten Erlass vom 29. Dezember 1939 galten vorläufig die bisher polnischen Ortsnamen weiter.
Mit der Anordnung betreffend Änderung von Ortsnamen des Reichstatthalters in Danzig-Westpreußen vom 25. Juni 1942 wurden mit Zustimmung des Reichsministers des Innern alle Ortsnamen offiziell eingedeutscht. Dies waren durchweg neue Bezeichnungen, eine lautliche Angleichung oder Übersetzung, zum Beispiel:
- Groß Wiesniewke: Kirschwiesen,
- Jasdrowo: Hirschhagen,
- Kamin: Kamin (Westpr.),
- Klein Wiesniewke: Kirschhöhe,
- Lubcza: Luppsee,
- Sittnowo: Schüttenau,
- Soßnow: Sassenau,
- Sypniewo: Wilckenwalde,[2]
- Waldau: Dorfwaldau